# 中堅
中堅（ちゅうけん）とは、軍勢においてその中心となる大将に直属する守備の堅い精鋭部隊をいう。なお、現在では次のような意味で用いられることが多い。

## スポーツ
剣道や柔道などの団体戦における、三番手を指す。また、野球ではセンター（中堅手）のことをいう。

## 社会・組織
業界や同じカテゴリにおいて中ランクの位置（上下にランクが明確に存在する場合）の人や、施設を中堅と呼ぶこともある。また、組織や社会である程度経験を積んだ人あるいは階級についても用いられる。どの程度をもって中堅とみなされるかは本人の経験年数以外にもその業界の特徴・人員構成、時代によってまちまちである。著名人の場合芸能分野などでは概ね15年から20年前後のキャリアを積んでいる者が中堅とみなされることが多いのに対し、スポーツ選手など活動期間が短い分野においては、競技により多少の差はあるが概ねプロ選手としての経験年数が10年前後、または30歳前後であれば中堅選手とみなされる場合が多い。
業界においては、法人の場合、各省庁や商工会議所、金融・生命保険業界の契約先などの統計区分上においては、資本金が概ね1億円以上 - 10億円未満の企業が「中堅企業」として扱われるのが一般的であるほか、経営分析や研究においては年間売上を判断基準とする場合もあるが、後者の場合、例えば「中堅企業研究会」では年商10億 - 1,000億円の会社を「中堅企業」と定義する一方で、経営コンサルタント会社のノークリサーチ社の分類では年商50億 - 500億円の企業を「中堅企業」と定義するなど、その判断基準はまちまちである。ただし会社法や中小企業基本法では「中堅企業」という区分はなく、中小企業のうち規模が相当大きい企業と、大企業のうち規模が相当小さい企業を一括りにした概念を表す言葉として使用されている点においては共通している。一方業界内においては、市場規模が特に大きい業種においては、資本金100 - 300億円クラスの準大手に属する企業も「中堅企業」の一種に括られる場合もある。
また鉄道業など、業界の実情に応じてこれとは独自の線引きを行っている業界もある。鉄道業の場合は日本民営鉄道協会の定めに従っており、神戸電鉄のように資本金が100億円を超える鉄道事業者が中小私鉄に区分されている場合がある。大手・準大手以外の私鉄の中にも、地方中核都市の地域輸送を担っていたり、バス事業などを広く手がけている会社を中心に、企業体としては準大手・中堅企業に分類される中小私鉄も少なくない。資本金、従業員数の両方ともこの基準を満たしている中小私鉄は2010年現在9社あり（福島交通、秩父鉄道、関東鉄道、アルピコ交通、富山地方鉄道、遠州鉄道、神戸電鉄、広島電鉄、伊予鉄道がこれに該当する）、このほかに資本金または従業員のいずれかが前述の基準を満たしている中小私鉄が多数存在する。